# 日本AV男優協会
日本AV男優協会（にほんエーブイだんゆうきょうかい）は、日本に存在していたAV男優の団体。

## 概要
森林原人が発起人となり、2014年4月1日に設立。
設立した理由は、アメリカのポルノ業界では性病が蔓延しており、撮影が止まっているということを聞いたため。AV男優が団結して月に1度は性病検査を行い、安心して仕事をできる環境を作り、業界の発展に貢献するというのが狙い。印紙男優と呼ばれている男優のほぼ全員が賛同した。
性のお悩み相談ということも行っていた。プロ意識の高い専門家であり、お悩みへの回答は経験があるためレベルが高く愛があった。
2014年4月7日に日本AV男優協会に所属する男優の一人が、2014年2月23日に当時に18歳未満と知りながら中学校3年生の生徒と淫らな行為をした疑いで宇都宮東警察署に埼玉県青少年健全育成条例違反の疑いで逮捕される。この際に同業者であった人々は庇う反応ばかりであった。これに対する協会の反応は、ホームページから犯人の名前を消したのみで、何のアナウンスもしなかった。
2014年10月8日に解散。関係者は解散の理由は性病の認知などの主な目的は達成できたからであるとしている。